# Пуэрто-Паломас
Пуэ́рто-Пало́мас (исп. Puerto Palomas), официальное наименование Пуэ́рто-Пало́мас-де-Вилья (исп. Puerto Palomas de Villa), ранее Хенераль-Родриго-Кеведо (исп. Gral. Rodrigo M. Quevedo) — посёлок на севере штата Чиуауа в Мексике, входит в состав муниципалитета Асенсьон. Расположен на границе с американским штатом Нью-Мексико, напротив города Коламбус. Численность населения, по данным переписи 2010 года, составила 4866 человек.